# Победитель (Лоевский район)
Победитель (бел. Пабядзіцель) — посёлок в Страдубском сельсовете Лоевского района Гомельской области Беларуси.
На западе граничит с лесом.

## География

### Расположение
В 10 км на северо-запад от Лоева, 53 км от железнодорожной станции Речица (на линии Гомель — Калинковичи), 71 км от Гомеля.

## Транспортная сеть
Транспортные связи по просёлочной, затем автомобильной дороге Лоев — Речица. Планировка состоит из прямолинейной улицы, близкой к широтной ориентации и застроенной двусторонне деревянными крестьянскими усадьбами.

## История
Основан в начале 1920-х годов переселенцами из соседних деревень на бывших помещичьих землях. В 1930 году организован колхоз «Победитель», работала кузница. Во время Великой Отечественной войны оккупанты в 1943 году сожгли посёлок и убили 9 жителей. Согласно переписи 1959 года в составе совхоза Днепровский (центр — деревня Переделка). Располагались отделение связи, клуб, библиотека. До 31 декабря 2009 года в составе Переделковского сельсовета.

## Население

### Численность
- 1999 год — 32 хозяйства, 57 жителей.

### Динамика
- 1940 год — 39 дворов, 181 житель.
- 1959 год — 177 жителей (согласно переписи).
- 1999 год — 32 хозяйства, 57 жителей.